# Liste der Monuments historiques in Drouilly
Die Liste der Monuments historiques in Drouilly führt die Monuments historiques in der französischen Gemeinde Drouilly auf.

## Liste der Objekte
| Bezeichnung                | Beschreibung                           | Standort                        | Kennzeichnung | Schutzstatus | Datum | Bild |
| -------------------------- | -------------------------------------- | ------------------------------- | ------------- | ------------ | ----- | ---- |
| Skulptur Heiliger Hilarius | Holz, farbig gefasst, 17. Jahrhundert  | in der Kirche St-Hilaire (Lage) | PM51002276    | Inscrit      | 1975  |      |
| Taufbecken                 | Stein, 17. Jahrhundert                 | in der Kirche St-Hilaire (Lage) | PM51002278    | Inscrit      | 1975  |      |
| Skulptur Heiliger Cucuphas | Stein, farbig gefasst, 15. Jahrhundert | in der Kirche St-Hilaire (Lage) | PM51002277    | Inscrit      | 1975  |      |